# Sikter
Sikter je bosenská rocková skupina, založená v Sarajevu v roce 1990. Ve skupině se během její existence prostřídalo více než dvacet hudebníků; jediným členem který zde působí po celou dobu existence skupiny, je zpěvák a klávesista Enes Zlatar. Během své existence skupina vydala celkem čtyři studiová alba; první z nich neslo název Now, Always, Never a jeho producentem byl britský hudebník Brian Eno. Později vyšla další alba Queen of the Disco (2002), My Music (2005) a Ego Trip (2009).